# Hengdong
Hengdong  (en chino, 衡东; pinyin, Héngdōng (escuchar)ⓘ[dong]) es un condado  bajo la administración directa de la Prefectura Hengyang en la Provincia de Hunan, República Popular China.  Su área es de 1926 km² y su población total para 2010 superó los 600 mil habitantes. 

## Administración
Desde marzo de 2024, el  Condado Hengdong  se divide en 17 pueblos que se administran en 15 poblados y 2  villas.

## Toponimia
El topónimo Hengdong [/Jən-dong/] se compone de los sinogramas Heng (nombre propio) y Nan (oriente), lo que da como resultado "al oriente del Heng", en referencia a la montaña Heng (衡山 Hengshan), una de las Cinco montañas sagradas del taoísmo en el país.